# Кон'єктура
Кон'єктура — метод відновлення загублених або зіпсованих в рукописах місць — так званих лакун. Текст відновлюється за змістом контексту, на підставі правил граматики і так далі. Особливу необхідність метод набуває, коли джерела мають велике культурне значення, проте через ряд причин (наприклад, віку) погано збереглися. Кон'єктури часто використовуються при інтерпретації античних текстів, знайдених на Близькому Сході (Кумранські рукописи, клинописні таблички, написи на обелісках і надгробках.
При публікації текстів кон'єктури спеціально позначаються (наприклад, квадратними або кутовими дужками) і / або обумовлюються в примітках.